# Dietlinde Greiff
Dietlinde Greiff (* 17. Februar 1939 in Berlin) ist eine deutsche Schauspielerin.

## Leben
Dietlinde Greiff besuchte von 1945 bis 1953 die 1. Grundschule in der Wollankstraße 131 in Berlin-Pankow. Bereits hier fand sie Interesse an der Schauspielerei und wirkte in Laienspielgruppen mit. Nach dem Schulabschluss arbeitete sie als Apothekenhelferin, besuchte eine Medizinische Fachschule, die sie als medizinisch-technische Assistentin beendete. 
Danach folgte 1958 ein Studium an der Deutschen Hochschule für Filmkunst in Babelsberg, welches sie nach einem Jahr an das Studio des Volkstheaters Rostock verlegte, wo sie 1961 die staatliche Abschlussprüfung als Schauspielerin ablegte. Bereits während des Studiums stand sie als Statistin und Kleindarstellerin auf der Bühne. Auch in anderen Theatertätigkeiten sammelte sie Erfahrungen, so z. B. als Gehilfin des Beleuchters oder als Regieassistentin bei den Störtebeker-Festspielen 1960 in Ralswiek. Nach einem ersten Engagement am Volkstheater Rostock folgten dann Auftritte in Schwerin, Altenburg und Rudolstadt.
1968 verließ Dietlinde Greiff aus persönlichen Gründen die DDR und ging nach West-Berlin, wo sie einen weiteren Beruf erlernte, in dem sie über 20 Jahre arbeitete. Nach der Wende in der DDR kehrte Dietlinde Greiff wieder zum künstlerischen Beruf zurück und trat seitdem zusammen mit ihrer Kollegin Angela Brunner, bis zu deren Tod im Juni 2011, mit literarischen Programmen auf. Jetzt ist sie solistisch mit eigenen Programmen aktiv.
Dietlinde Greiff hat vier verschiedene Berufe, in denen sie auch tätig war, war viermal verheiratet, hat zwei Söhne und wohnt in Berlin.

## Filmografie
- 1962: Der Kinnhaken
- 1963: Blaulicht: Wunder wiederholen sich nicht (Fernsehreihe)
- 1964: Pension Boulanka
- 1965: Die Abenteuer des Werner Holt

## Theater
- 1963: Leo Tolstoi: Krieg und Frieden (Natascha) (Mecklenburgisches Staatstheater Schwerin)
- 1963: William Shakespeare: Viel Lärm um nichts (Hero) (Mecklenburgisches Staatstheater Schwerin)
- 1964: William Shakespeare: Der Widerspenstigen Zähmung (Bianca) (Landestheater Altenburg)

## Auszeichnungen
- 1960: Verdienstmedaille der Nationalen Volksarmee in Bronze für ihre Rolle in Schritt für Schritt[3]